# Ниагарский водопад с американской стороны
«Ниагарский водопад с американской стороны» — картина американского художника Фредерика Эдвина Чёрча. Написана в 1867 году на основе предварительных эскизов, сделанных художником в Ниагара-Фолс, и по сделанной фотографии водопада. Картина находится в коллекции Национальной галереи Шотландии. Фредерик Эдвин Чёрч был одним из ведущих художников Школы реки Гудзон.

## Описание
На картине изображен вид с восточной, американской стороны Ниагарского водопада. В брызгах водопада видна радуга. Картина передаёт зрителям впечатление от воды, находящейся в непрерывном движении, с рёвом устремляющейся вниз.

## История

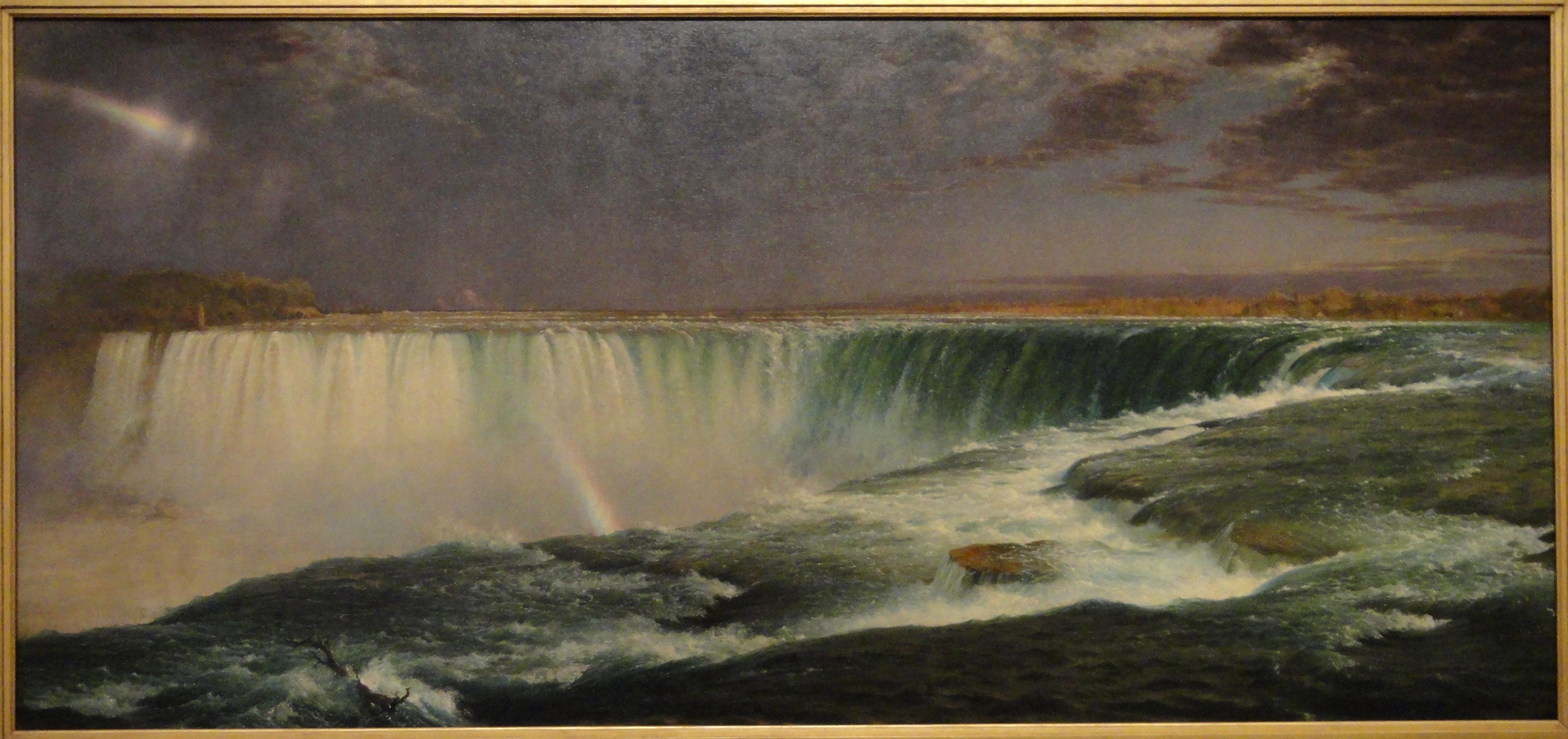
«Ниагара», 1857. Холст, масло, 102 × 230 см. Коллекция Коркоран, Национальная галерея искусства, Вашингтон

Художник написал свою первую картину водопада в 1857 году. Он посещал водопад несколько раз в июле и конце августа 1856 года, сделал ряд карандашных эскизов с разных точек зрения.
Картина имела успех, привлекая в Нью-Йоркской художественной галерее тысячи посетителей. После этого она выставлялась в крупных городах на восточном побережье страны, дважды — в Великобритании, а также на Всемирной выставке 1867 года в Париже. В 1876 году она была куплена в Галерею искусства Коркоран. В 2014 году, после закрытия галереи, картина была передана в дар Национальной галерее искусства в Вашингтоне.
Картина «Ниагарский водопад с американской стороны» была написана художником в 1866 году. Это была третья картина из серии картин о водопаде. В 1887 году её купил Джон С. Кеннеди, который подарил её своей родине — Шотландии. «Ниагарский водопад с американской стороны» является единственной крупной работой Фредерика Эдвина Чёрча, которая находится в общедоступной коллекции в Европе.

## Стиль

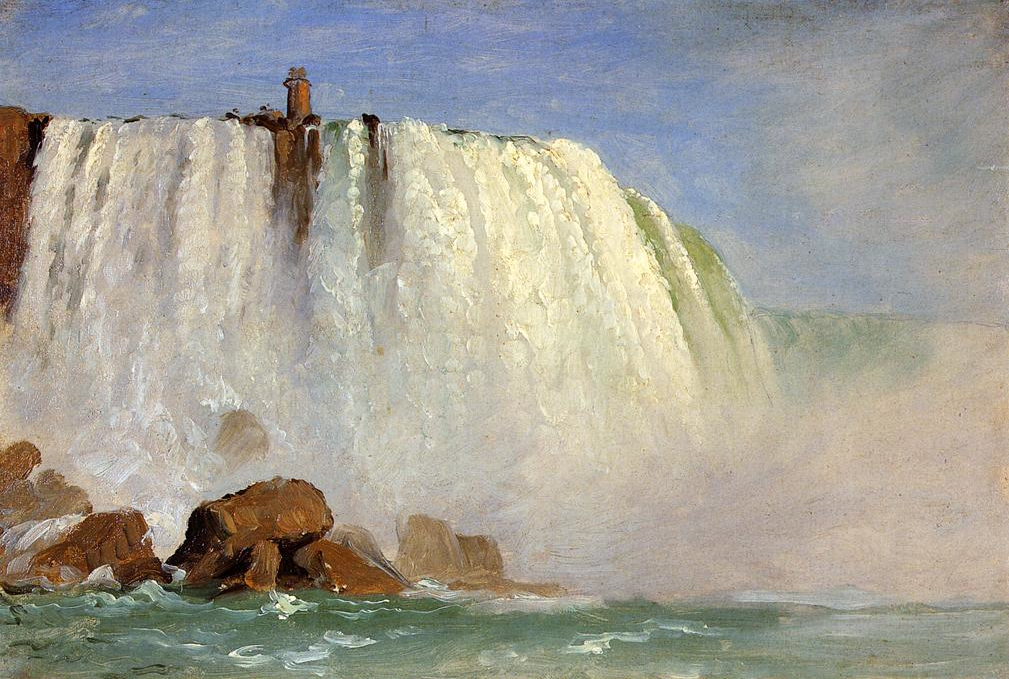
Один из вариантов картины «Ниагарский водопад»

Полотно имеет краски романтического стиля и отражает эстетические принципы возвышенного в живописи. Чёрч был членом группы ландшафтных художников Школы реки Гудзон (Hudson River School), чье эстетическое видение находилось под влиянием романтизма. Романтическое движение предусматривает передачу в картинах сильных эмоций. Движение акцентируется на трансцендентальном опыте, отличается от других стилей искусства своей эпохи бесстрастным реализмом.
Возвышенный взгляд предусматривает масштабный драматический сюжет. Выражение возвышенного определяется известным публицистом эпохи Просвещения Эдмундом Бёрком как сильнейшие эмоции, которые может почувствовать зритель.